# 라이나
라이나(이탈리아어: laina, 복수: laine 라이네[*])는 이탈리아의 파스타이다. 페투치네와 비슷하며, 절면처럼 칼로 썰어 만든다. 라크나(이탈리아어: lacna, 복수: lacne 라크네[*]), 라카나(이탈리아어: làccana, 복수: làccane 라카네[*]), 라케나(이탈리아어: làcchena, 복수: làcchene 라케네[*])로도 불리며, 모두 라치오주 현지에서 "스폴리아"를 부르는 말이다.

## 사진

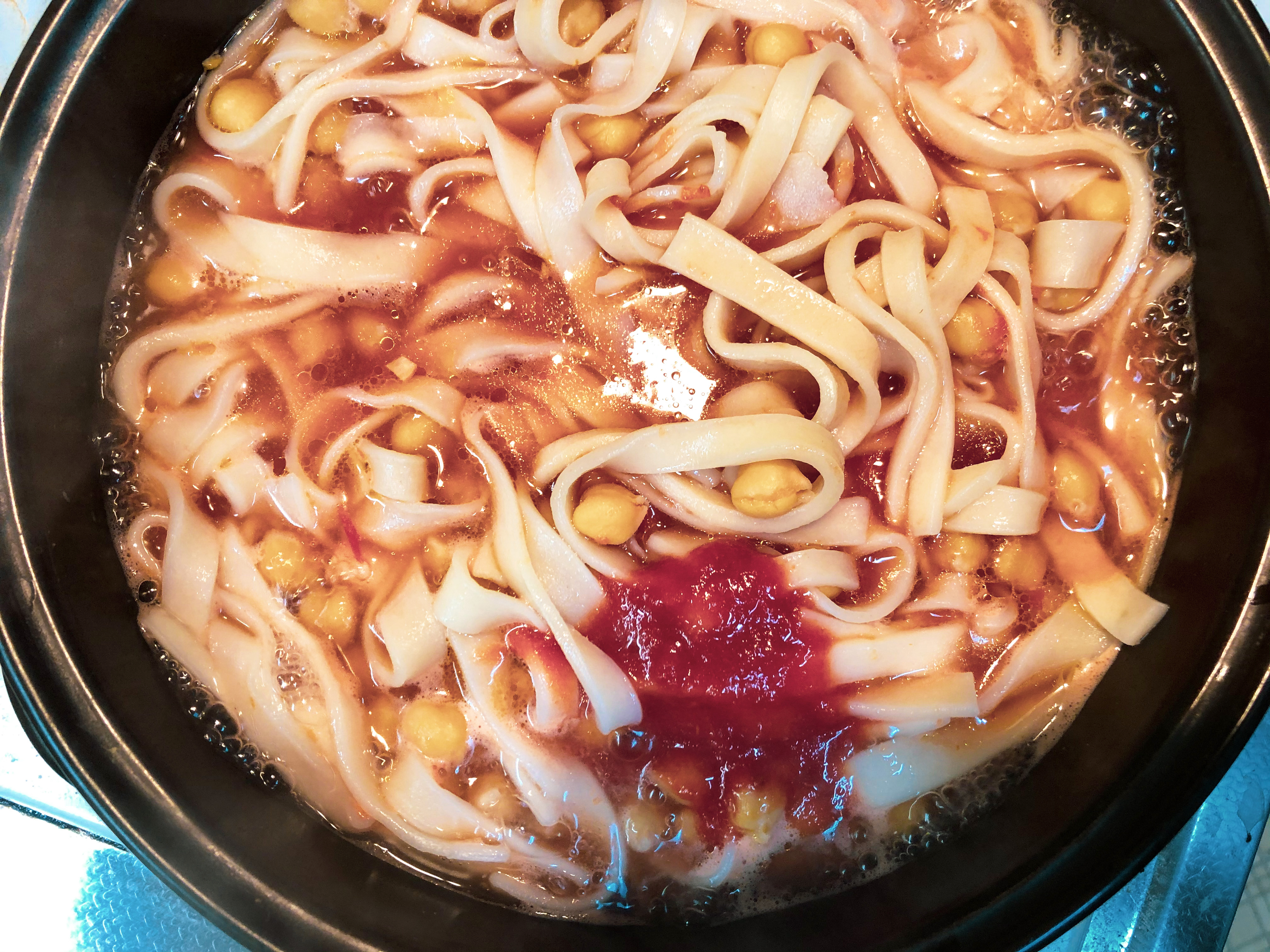
라이나
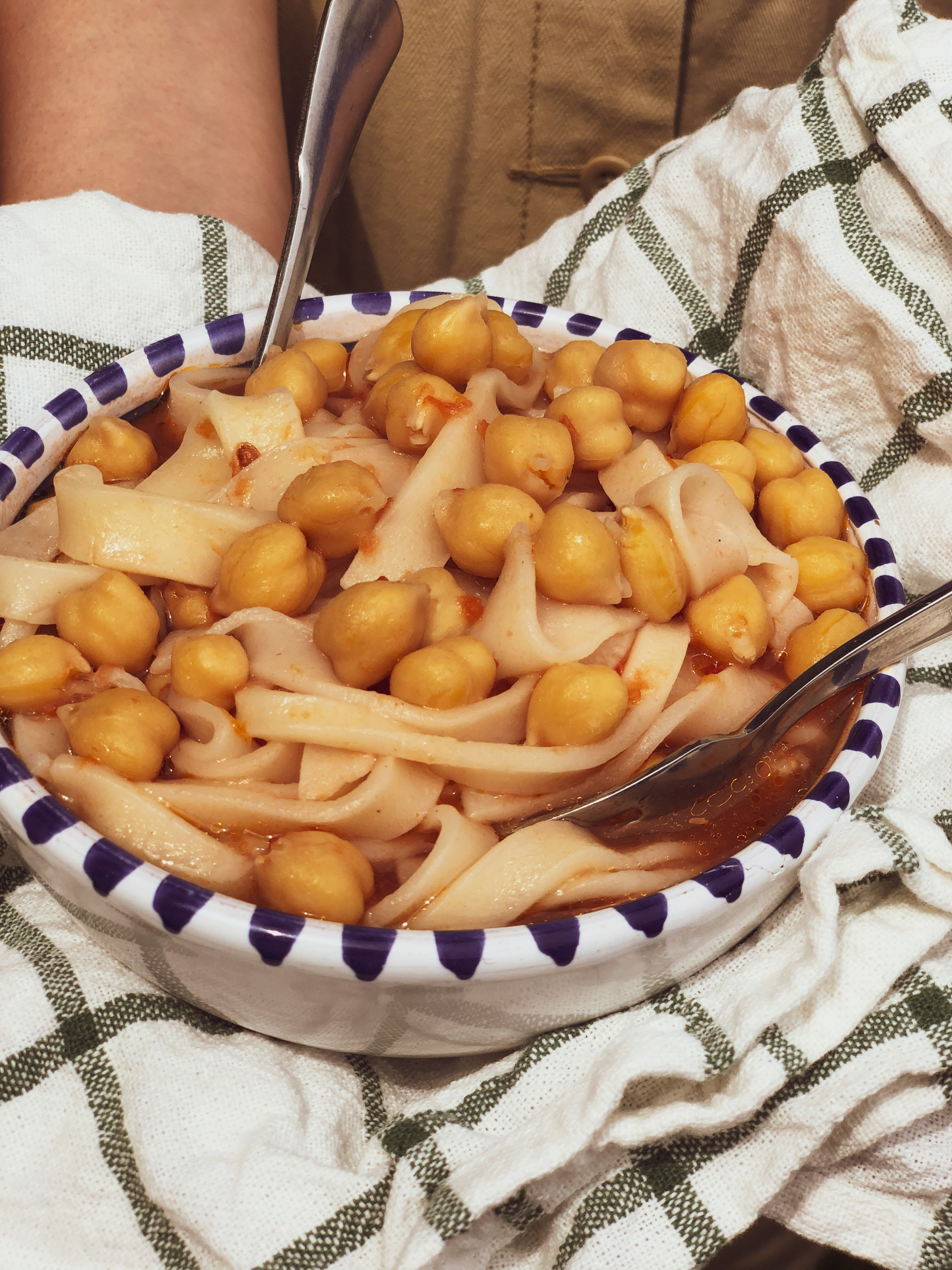
라이나

## 같이 보기
- 페투치네